# Sandra Kogut
Sandra Kogut (Río de Janeiro, 1965) es una directora de cine, documentalista y profesora brasileña. 
Inició su carrera en la década de los 80, trabajando en vídeo, una tecnología muy poco accesible en el Brasil de la época.
Con Vídeo Cabine Numero 1, Kogut propuso la participación de personas comunes frente a la cámara, que ocupaban una cabina individual durante 30 segundos, instalando cabinas de filmación y exhibición en locales públicos de Río de Janeiro y São Paulo.
Durante su residencia en Francia, instaló video-cabinas en París, Moscú, Nueva York, Tokio, Río de Janeiro y Dakar. En Parabolic People, utilizó innovadoras técnicas de edición para que compartieran pantalla  pluralidad de lenguas, pueblos y comportamientos.
En 1995 dirigió el proyecto artístico Globograph para TV Globo, creando el programa Brasil Legal, con  innovaciones gráficas y narrativas. 
Paralelamente a la televisión, Kogut realizó cortometrajes entre 1989 y 1999. Pasaporte Húngaro fue su primer largometraje, en el que se enfrentó a los procesos burocráticos para la obtención de dicha nacionalidad, lo que le ayudó a definir su propia identidad.  
En 2007 estrenó su obra Mutum , basada en el libro de Guimarães Rosa, lo que le hizo merecedora de gran cantidad de premios internacionales.[cita requerida] Su obra más reciente es Campo Grande, cuyo estreno tuvo lugar en el año 2015, dentro de la sección “Mundo Contemporáneo” del Festival Internacional de cine de Toronto. 

## Reseña biográfica
Sandra Kogut nació en Río de Janeiro, Brasil, en 1965. Sus abuelos emigraron a dicho país desde Hungría huyendo del Holocausto.
Su formación académica comenzó en 1981, con un curso de filosofía en la Universidad Pontificia Católica de Río de Janeiro (PUC/RJ), aunque el siguiente año cambió de idea, matriculándose en el curso de comunicación. 
Su trayectoria en el campo audiovisual comenzó en 1984, con Intervención Urbana, que presenta un grupo de artistas en el Museo de Arte Moderno de Río de Janeiro. Los años siguientes la artista realizó varios vídeos experimentales, entre los que se encuentra Egoclip (1985) o El Gigante de Malasia (1986). Este mismo año fundó la productora Antevê. 
En 1988 se presentó en el Museo de la Imagen y Sonido de São Paulo el video Cabine Número 1, con él Kogut inició su periodo de experimentación en la exhibición y grabación en espacios públicos. 
En 1989 se trasladó a Francia, donde inició su trabajo Parabolic People, con el que recibió importantes premios como el Locarno New Images Festival, en Suiza, y exhibiciones en la National Gallery of Art de Washington.
En la década 1990, realizó diferentes cortometrajes como En Français (1993), Lá e Cá (1995), Adiu Monde ou L’Histoire de Pierre et Claire (1997) y Campos Neutrais (1998). 
En el 2001, lazó su primer largometraje, el documental Pasaporte Húngaro. En el 2007 su primer largometraje en 35mm, Mutum al que le siguió Campo Grande (2015).
Kogut ha participado en diversidad de seminarios y grupos de trabajo desde 1989. En 1999 se convirtió en profesora, aceptando la invitación de la Ecole Supérieure des Arts Decoratifs, de Estrasburgo, Francia. También ha sido docente en las universidades americanas de Pricenton, California, NYU y Columbia.
Las principales retrospectivas de su obra tuvieron lugar en el Centro Cultural del Banco de Brasil en Río de Janeiro (1996), en el Museo de Arte Moderno y Contemporáneo de Estrasburgo (2001), y en el Archivo de Cine de Harvard, en Cambridge, USA. 

## Características y aportaciones en el campo de la vídeo creación
Sandra Kogut fue pionera en su país en el campo del vídeo arte y la vídeo creación. En sus comienzos Kogut buscaba su propia identidad en las experiencias vanguardistas de artistas plásticos. Pertenece a una generación que estaba haciendo vídeo cuando este todavía no tenía un lugar como soporte para la creación. Por ello una de las características clave de su primera fase creativa es la experimentación. En Sete Horas de Sono, Sandra se grabó durante siete horas durmiendo junto con el artista plástico Barrão, con el que estaba casada. Como ella misma comenta “lo gracioso es que no pasaba absolutamente nada”.  
Kogut investigó en el lenguaje propio del vídeo antes de que éste se hiciera accesible a la televisión. Durante esta etapa tiene una interesante producción de videoclips. Como ejemplos,  Andréia Andróide o Preto & Branco.
Su mayor contribución como vídeo creadora fue su proyecto de exhibición y grabación en vídeo cabinas situadas en espacios públicos. La idea era sacar a las personas de su contexto. Las cabinas representaban un espacio que no pertenecía a ningún lugar, donde personas anónimas se representaban a sí mismas, tal y como querían mostrarse.
Después de Cabine Número 1, grabado íntegramente en Brasil, con Parabolic People realizó el mismo ejercicio en diferentes países. Las vídeo-cabinas de grabación estaban equipadas con una cámara y un micrófono, como si se tratara de cajas negras individuales. En ellas el visitante entraba y establecía un contacto íntimo con la TV, como tele-espectador o como co-realizador de vídeos. 
Los vídeos eran editados con técnicas innovadoras que permitían compartir pantalla a personas de diferentes procedencias, lenguas, rasgos y costumbres. En la edición se incluían también textos en los márgenes, la mayoría de las veces como elementos simplemente visuales. A pesar de la diversidad de lenguas, los vídeos pueden ser entendidos por cualquier persona con independencia del idioma que ésta hable.
La edición digital le permitió a Kogut cambiar la construcción formal de la narrativa cinematográfica lineal, haciendo posible la multiplicación de la narrativa por medio de diferentes imágenes que interactúan unas con otras en la pantalla provocando múltiples asociaciones mentales. 
Sandra Kogut también destacó con sus estrategias de presentación de los vídeos. Su pionerismo fue comprobado con una serie de cuatro vídeo-instalaciones montadas en Brasil: Caminho das Vertigens, Passeio Ergométrico, Telespectador y Cabines. En 1997 presentó su trabajo LandSCAPE, compuesto por 120 televisores.
La obra de Kogut tiene cierta similitud con el proyecto de Nam June Paik, Good Morning Mr. Orwell (1986), sobre arte televisivo satelital en directo. Los proyectos de Kogut y Paik coinciden tanto en el deseo de experimentación a través de la improvisación, como en sus metas finales. Paik quería, mediante la ayuda del satélite, eliminar las distancias temporales y geográficas. Kogut, por su parte perseguía un objetivo similar con sus cajas negras desprovistas de ubicación y temporalidad.  

## Videografía y filmografía
| TIPO                       | TÍTULO                                                                    | AÑO  | SINOPSIS | MEDIOS / SOPORTES                                            | INFORMACIÓN ADICIONAL                                                                                             |
| -------------------------- | ------------------------------------------------------------------------- | ---- | --- | ------------------------------------------------------------ | --- |
| Vídeo / Vídeo- performance | Intervenção Urbana                                                        | 1984 | Creación de una situación de conflicto en Cinelândia- RJ (zona en torno a la Plaza Floriano)                                                                                             | Grabación VHS Edición U-Matic                                | Codirigido por Andrea Falcão                                                                                      |
| Vídeo / Vídeo- performance | Calendula Concreta                                                        | 1985 | | Compuesto con TVs, video, instrumentos quirúrgicos y cámaras | Artistas: Barrão, Alexandre Dacosta e Ricardo Basbaum                                                             |
| Vídeo                      | Egoclip                                                                   | 1985 | Aborda el éxito a partir del trabajo de dos artistas plásticos – Alexandre da Costa y Ricardo Basbaum – con sus intervenciones en las calles y en lugares públicos.                      |                                                              | |
| Vídeo                      | 7 Horas de Sono                                                           | 1986 | Una noche durmiendo | VHS                                                          | Durmiendo junto al escultor Barrão                                                                                |
| Vídeo                      | Fausto Fawcet & Os Robôs Efêmeros                                         | 1986 | Videoclip de Fausto Fawcet | U-matic                                                      | Codirección: Roberto Berliner                                                                                     |
| Vídeo / Vídeo- performance | Na Piscina dos Teus Olhos                                                 | 1986 | Imágenes que aparecen por la sala mientras el poeta Chacal recita. | Compuesto por vídeos e TVs                                   | Recita: Chacal |
| Vídeo                      | O Gigante da Malásia                                                      | 1986 | Diferentes rituales de lo cotidiano, escenificados como si fueran parte de una película.                                                                                                 | VHS                                                          | |
| Vídeo / Vídeo- instalación | Ossos, Fósseis e Pedra                                                    | 1986 | Presentado en el “Crepúsculo de Cubatão” |                                                              | |
| Vídeo                      | A G... Profunda                                                           | 1987 | Utilizando un objeto del artista Barrão (que experimenta con los electrodomésticos), el vídeo explora las reacciones de la gente frente a la obra en la calle.                           | VHS                                                          | SKA |
| Vídeo                      | A Novidade                                                                | 1987 | Videoclip realizado con música del grupo “Paralamas do Sucesso”, parte de una visita que la banda hizo en barca a Niterói.                                                               | U-matic                                                      | Codirección: Roberto Berliner                                                                                     |
| Vídeo                      | Corpo Vadio                                                               | 1987 | Videoclip con el grupo Nau. | U-matic                                                      | Codirección: Roberto Berliner                                                                                     |
| Vídeo                      | Kátia Flávia, a Godiva do Irajá                                           | 1987 | Presentando a Fausto Fawcett y los Robôs Efêmeros en una expedición nocturna por las calles de Copacabana.                                                                               | U-matic                                                      | Codirección: Roberto Berliner                                                                                     |
| Vídeo                      | Máquinas                                                                  | 1987 | Videoclip do grupo Finis Africae | U-matic                                                      | Codirección: Roberto Berliner                                                                                     |
| Vídeo / Vídeo- performance | O Caso da Menina Loura que Ficou com o Braço Mulato                       | 1987 | A través de las pantallas el público podía ver en vivo una operación de cirugía estética.                                                                                                |                                                              | Artistas: Barrão, Alexandre Dacosta e Ricardo Basbaum                                                             |
| Vídeo                      | Andreia Androide                                                          | 1988 | Historia de una androide con ropa sado, perdida en las calles de Río |                                                              | Roberto Belirner y Eder Santos. Canción de Chacal y con música de Ricardo Barreto                                 |
| Vídeo / Vídeo- instalación | Cabine Vídeo Número 1                                                     | 1988 | Cabinas oscuras individuales para ver imágenes. | TV, video, cabina 2m x 2m                                    | Presentado en el Museo de Imagen y Sonido São Paulo.                                                              |
| Vídeo                      | Juliette                                                                  | 1988 | Videoclip de “Juliette” con Fausto Fawcett y Fernanda Abreu. | U-matic / 1pol                                               | |
| Vídeo                      | Manuel                                                                    | 1988 | Videoclip de “Manuel”, de Ed Motta y Conexão Japeri | U-matic / 1pol                                               | |
| Vídeo / Vídeo- instalación | Novos Novos                                                               | 1988 | Cabina individual, equipada con TV y ventilador. | TV, video, cabina 2m x 2m                                    | Presentado durante la Exposición colectiva en la Galería de Arte del Centro Empresarial, Río de Janeiro           |
| Vídeo                      | Orelha                                                                    | 1988 | Projeto desarrollado junto con el cirujano plástico Cristovão Bastos y con el artista plástico Eneas Valle                                                                               | U-matic                                                      | |
| Vídeo / Vídeo- instalación | O Caminho das Vertigens                                                   | 1989 | Un suelo hecho con TVs encastradas con la pantalla hacia arriba. Conforme andamos las imágenes se van hundiendo.                                                                         | TVs y videos                                                 | Presentado en el Museo de la imagen y Sonido, São Paulo y en la Galería de Arte del Centro Empresarial, RJ        |
| Vídeo                      | Rio hoje MAM                                                              | 1989 | Documental sobre la reinauguración del Museo de Arte Moderno de Río de Janeiro | U-matic                                                      | Para a reabertura do MAM RJ                                                                                       |
| Vídeoclip                  | V o vídeo antevê                                                          | 1989 | Especial con Paralamas do Sucesso |                                                              | |
| Vídeo                      | What do you think people think Brazil is?                                 | 1989 | Anti-retrato de Brasil, constituido por imágenes-cliché de lo brasileño. | Betacam                                                      | |
| Vídeo                      | Vídeocabines                                                              | 1990 | Circuito de cabinas individuales de video (para grabación y exhibición) instaladas en diferentes puntos de Río                                                                           | TV, video, cabina 2m x 2m                                    | Presentado en el metro de Río de Janeiro, Casa de Cultura Laura Alvim, Museo de la imagen y sonido de São Paulo   |
| Vídeo                      | VIdeocabines são Caixas Pretas                                            | 1990 | Una red de grabación y exhibición donde las personas se relacionan de forma individualmente frente a la cámara durante treinta segundos.                                                 | U-matic                                                      | |
| Vídeo                      | Parabolic People                                                          | 1991 | Las personas interactúan con la cámara durante 30 segundos en París, Moscú, Nueva York, Tokio, Río de Janeiro y Dakar.                                                                   | Beta / edición D1- digital                                   | CICV/Laterit Productions — 11 episódios de 3 ou 4 minutos cada uno                                                |
| Vídeoclip                  | SLA                                                                       | 1992 | Videoclip con la música SLA |                                                              | |
| Internet                   | Teleeyes                                                                  | 1992 | Creación de una página de Internet. |                                                              | Con el apoyo Centre Pierre Schaeffer.                                                                             |
| Vídeo                      | En Français (autoficção)                                                  | 1993 | Sandra reconstruye algunas cenas con actores y le da un tratamiento visual muy particular.                                                                                               | 16mm / hi 8                                                  | CICV/SKA |
| Film                       | Lá e Cá                                                                   | 1995 | Sobre las diferencias que separan el lugar imaginado del que vivimos. | 35 mm                                                        | CICV/SKA |
| Programas de TV            | Brasil Legal : 3 proramas, Italia, Autobús y Portugal                     | 1996 | A partir de situaciones cotidianas, encuentra un pretexto para conversar con personas desconocidas.                                                                                      | Betacam                                                      | Rede Globo de Televisión - Brasil                                                                                 |
| Vídeo / Vídeo- instalación | Roteiro                                                                   | 1996 | Una película donde no hay imágenes, sino as descripciones de estas imágenes. | TV y vídeo                                                   | Presentado en el Paço Imperial, Río de Janeiro                                                                    |
| Vídeo                      | Adiu Monde ou I’histoire de Pierre et Claire                              | 1997 | La historia de Pierre y Claire es una leyenda inventada en la actualidad, pero tan cierta y universal como las que hemos heredado de otras épocas.                                       | Super-8 / vídeo digital                                      | CICV/Tambour de Soie/France 3/Sud/Parle-Image                                                                     |
| Vídeo / Vídeo- instalación | LandSCAPE                                                                 | 1997 | Dentro de una “caverna”, una caja recubierta con pantallas de televisión en todas las paredes, donde se forman imágenes                                                                  | 120 TVs, proyectores de diapositivas.                        | Presentado en el Instituto Cultural Itaú – São Paulo                                                              |
| Vídeo                      | Lecy e Humberto nos Campos Centrais - Chuí - Chuy                         | 1998 | Lugar de sueños, donde lo fantástico se infiltra entre las imágenes cotidianas. | Betacam/ Super-8                                             | Muestra Fronteiras de itaú Cultural                                                                               |
| Vídeo                      | Viagem à terra do Lugar Nenhum                                            | 1999 | | DV                                                           | Producido en colaboración con la Academy of Media Arts, Cologne (Germany)                                         |
| Film                       | Um passaporte húngaro                                                     | 2001 | Los trámites para la obtención del pasaporte Húngaro, le servirán a Sandra para encontrar su propia identidad.                                                                           | 35 mm                                                        | Arte France/Hunnia FilmStudio Budapest/Zeugma Films/RTBF Bruxelles/CICV Pierre Schaeffer/ Republica Pureza Filmes |
| Vídeo                      | Passageiros de Orsay Archivado el 13 de abril de 2016 en Wayback Machine. | 2002 | Sandra pregunta a los visitantes del Museo D’Orsay si les puede hacer un retrato junto a su obra favorita.                                                                               | Beta SP                                                      | Coproducción Musée d'Orsay. CICV / Pierre Schaeffer France 5 Les films du Tambour de Soie                         |
| Film                       | Mutum                                                                     | 2007 | Film de ficción a partir de guion original basado en la novela Miguilim de Guimarães Rosa.                                                                                               |                                                              | Productora: Ravina Filmes / Gloria Films                                                                          |
| Film                       | Campo Grande Archivado el 14 de agosto de 2015 en Wayback Machine.        | 2015 | Dos niños son abandonados en la puerta de Regina, en un barrio exclusivo de Ipanema. La llegada de estos niños de clase baja y la búsqueda de su madre, cambiará sus vidas para siempre. |                                                              | Coproducción Brasil-Francia; Gloria Films / Tambellini Filmes                                                     |

## Premios y nominaciones
- 1988, Ganadora U-Matic Mejor Guion y Edición en el 6.º Festival  Mostra dos Tapes de la Asociación Cultural Videobrasil con Juliette .[1]
- 1991, 2.º premio, 9.º Festival, Mostra Competitiva del Hemisferio Sur, por Parabolic People
- 1991, Gran premio en el Deutscher Videokunstpreis, ZKM (Alemania), por Parabolic People
- 1991, Gran premio en el Locarno New Images Festival (Suiza), por Parabolic People [1]
- 1991, Gran premio en el Festival internacional de Cádiz (España), por Parabolic People
- 1995, Ganadora 'Main Prize' en el International Short Film Festival Oberhausen por En français [10]
- 1998, Ganadora 'Mención especial’ en el Festival of Documentary Film de Marsella por  Adieu monde ou l'histoire de Pierre et Claire [10]
- 1998, Ganadora 'Silver Dove for Short Footage' en Leipzig DOK Festival por Adieu monde ou l'histoire de Pierre et Claire [10]
- 1999, Ganadora 'Prize of the Catholic Filmwork Germany' en el International Short Film Festival Oberhausen for Adieu monde ou l'histoire de Pierre et Claire [10]
- 1999, Ganadora 'Prize of the Ministry for Development, Culture and Sports' en el International Short Film Festival Oberhausen por Adieu monde ou l'histoire de Pierre et Claire[10]
- 2004, nominada por Grand Prize para mejor documental en el Gran Premio Cinema Brazil por Un passeport Hongrois
- 2004, nominada para premio ACIE para mejor documental de la  “Associação dos Correspondentes de Imprensa Estrangeira” de los premios ACIE, Brazil por Un passeport Hongrois
- 2007, Ganadora Silver Precolumbian Circle por Mejor película original en el Bogotá Film Festival por Mutum [10]
- 2007, Ganadora del premio Feisal en Bogotá Film Festival por Mutum [10]
- 2007, Premio de la crítica en Bogotá Film Festival por Mutum [10]
- 2007, Nominada para Caméra d'Or en Cannes Film Festival por Mutum [10]
- 2007, Ganadora Premio de la mención especial del Jurado Ecuménico en el Molodist International Film Festival por Mutum [10]
- 2007, Ganadora Première Brazil por la mejor película en Río de Janeiro International Film Festival por Mutum [10]
- 2008, nominada para el Gran Premio por Mejor Guion en el Gran Premio Cinema Brazil Grand por Mutum [10]
- 2008, Ganadora de Premio Coxiponé  por Mejor director en el Cuiabá Festival de Cine y Video por Mutum [10]
- 2008, Ganadora del Premio Dioraphte en Rotterdam International Film Festival por Mutum [10]
- 2008, Ganadora del premio Margarida de Prata en los premios Margarida de Prata, Brazil por Mutum [10]
- 2008, Ganadora premio Coxiponé por mejor película en Festival de Cine y video Cuiabá por Mutum [10]
- 2008, Ganadora premio Coxiponé  por mejor guion en Festival de Cine y video Cuiabá por Mutum [10]
- 2008, Ganadora Grand Coral por Primer Trabajo en el Festival de Cine de Havana por  Mutum [10]
- 2008, Ganadora Lente de Cristal al Mejor Director en el Festival de Cine Brasileño de Miami por Mutum [10]
- 2008, Ganadora del Premio del Jurado por Mejor Película en el Festival de Cine Brasileño de París por Mutum [10]
- 2008, Ganadora 'Deutsches Kinderhilfswerk Special Mention' en el Festival de Cine Internacional de Berlín por Mutum [10]
- 2008, nominada para el premio ACIE Award por Mejor película de la 'Associação dos Correspondentes de Imprensa Estrangeira’ en los premios ACIE, Brasil por Mutum [10]
- 2008, nominada para el premio ACIE por Mejor director de la 'Associação dos Correspondentes de Imprensa Estrangeira’ en los premios ACIE, Brasil por Mutum [10]